# Laagna (Narva-Jõesuu)
Laagna (oude Duitse naam: Lagena) is een dorp (Estisch: küla) in de Estlandse gemeente Narva-Jõesuu, provincie Ida-Virumaa. Het dorp wordt vaak Laagna küla genoemd ter onderscheid van de wijk Laagna in Tallinn. Het dorp telt 38 inwoners (2021). Tot in 2017 hoorde het bij de gemeente Vaivara (Vaivara vald). In dat jaar ging die gemeente op in de gemeente Narva-Jõesuu.
Het dorp ligt aan de Põhimaantee 1, de hoofdweg van Tallinn naar Narva.

## Geschiedenis
Laagna werd in 1412 voor het eerst vermeld onder de naam Langhenal. In 1498 werd het landgoed (Estisch: Laagna mõis) vermeld dat bij het dorp hoorde. 
Van de gebouwen op het landgoed zijn vandaag de dag alleen nog ruïnes over.
Op 17 januari 1919, tijdens de Estische Onafhankelijkheidsoorlog, landde een Fins-Estische eenheid van 1.000 man op het strand van Udria ten noorden van Narva. Narva en omgeving waren op dat moment in handen van Sovjettroepen. Een paar plaatsjes in de omgeving, waaronder Laagna, vielen dezelfde dag nog in Estische handen. In de ochtend van 18 januari zetten de Sovjettroepen bij Laagna een tegenoffensief in, dat werd afgeslagen. De gevechten staan bekend als de slag bij Laagna. Dezelfde dag nog werd het offensief tegen Narva ingezet. In de ochtend van 19 januari hadden de Esten en de Finnen Narva veroverd.

## Foto’s

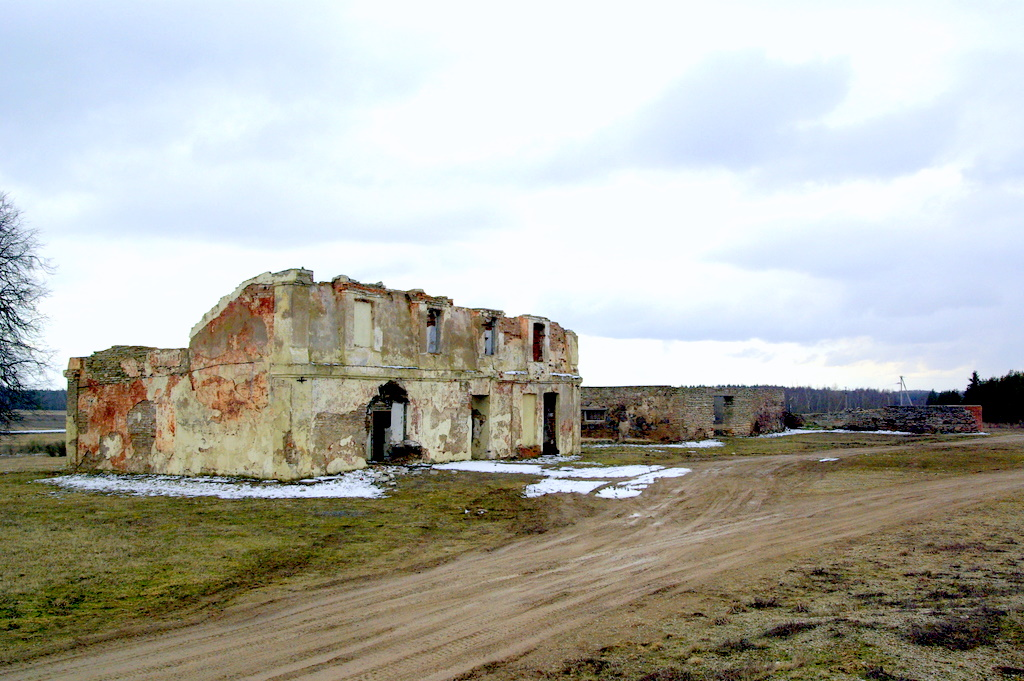
Ruïne van een bouwwerk op het voormalige landgoed Laagna
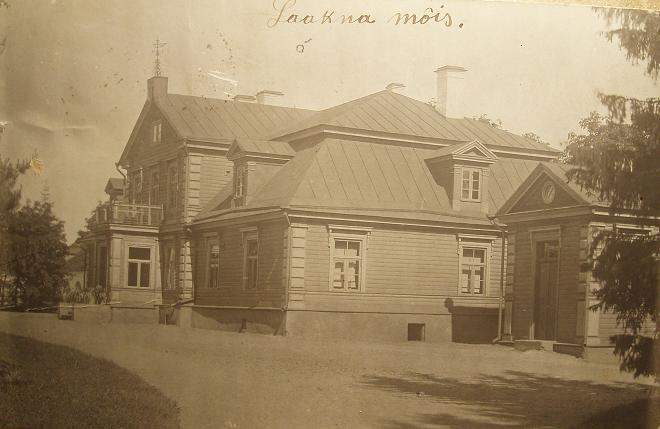
Het landhuis rond 1910
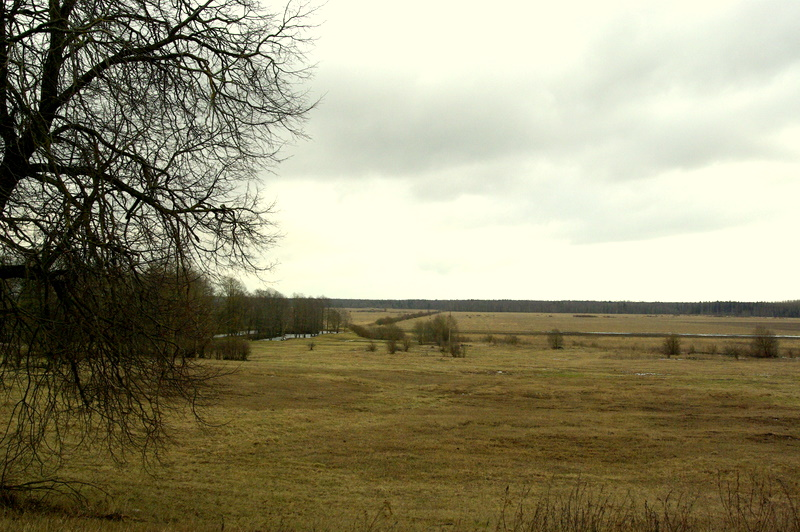
Het landschap ten zuiden van Laagna